# إرنستو كاستانو
إرنـِستو كاستانو (Ernesto Castano) ، (تشينيزيلو بالسامو، 2 مايو 1939) ، لاعب كرة قدم إيطالي سابق.
لعب مع منتخب إيطاليا لكرة القدم.

## وصلات خارجية
- إرنستو كاستانو على موقع الاتحاد الدولي (مؤرشف)  (الإنجليزية)
- إرنستو كاستانو على موقع قاعدة بيانات كرة القدم.إي يو (الإنجليزية)
- إرنستو كاستانو على موقع ناشيونال فوتبول تيمز (الإنجليزية)
- إرنستو كاستانو على موقع عالم كرة القدم.نت (الإنجليزية)